# Hookeriopsis thwaitesiana
Hookeriopsis thwaitesiana là một loài Rêu trong họ Hookeriaceae. Loài này được (Mitt.) Broth. mô tả khoa học đầu tiên năm 1907.